# Rey de Reyes (2003)
El 2003 Rey de Reyes fue el séptimo torneo anual de Rey de Reyes de lucha libre profesional y el espectáculo, promovido por Asistencia Asesoría y Administración (AAA). El evento tuvo lugar el 16 de marzo de 2003 en Zapopan, Jalisco, México. En una ruptura con la tradición que Rey Torneo de Reyes del año contó con seis excampeones Rey de Reyes que luchan entre sí para determinar de 2003 Rey de Reyes. La final vio a La Parka, Jr. competir contra Abismo Negro. No se sabe si el espectáculo ofrecido partidos adicionales más allá de los partidos del torneo Rey de Reyes.

## Resultados
- Latin Lover (Rey de Reyes 1997)
- Octagón (Rey de Reyes 1998)
- El Cibernético (Rey de Reyes 1999)
- Abismo Negro (Rey de Reyes 2000)
- La Parka (Rey de Reyes 2001)
- Canek (Rey de Reyes 2002)
- Lucha final La Parka derrotó a Abismo Negro en un torneo por le Rey de Reyes 2003